# Volkstaat
El Volkstaat (en afrikáans: Estado del Pueblo) es una propuesta de autodeterminación para el establecimiento de la minoría afrikáner en Sudáfrica siguiendo principios federales, pero buscando la independencia total en forma de una patria para los afrikáneres.
Algunos afrikáneres han perseguido la autodeterminación e independencia mediante la creación de repúblicas bóer desde el siglo XIX. La pérdida de la autodeterminación y el fin del poder de la minoría blanca en Sudáfrica han hecho resurgir esta propuesta.
Se ha hecho numerosos estudios y propuestas, el apoyo se ha incrementado por la degradación de su calidad de vida en el país.[cita requerida] La mayoría de los sudafricanos no apoya la propuesta.
Hay diferentes métodos para establecer el Volkstaat según sus partidarios. Al margen del posible uso de la fuerza, la Constitución de Sudáfrica y la legislación internacional ofrecen algunas posibilidades para ello. La dispersión de las comunidades afrikáneres, que son minoritarias por todo el país, son un obstáculo importante para el establecimiento del Volkstaat, ya que los afrikáneres no son mayoritarios en ningún área geográfica separada que se pueda sostener independientemente. Los propulsores de la propuesta han creado dos pequeñas comunidades: Orania, en la Provincia Septentrional del Cabo y Kleinfontein, en Gauteng, con el fin de llevarla a la práctica.
El gobierno sudafricano ha declarado que no dará en absoluto apoyo a un Volkstaat, pero que hará lo posible para asegurar la protección de la lengua y cultura de los afrikáneres, así como de las otras minorías del país.
El caso de separatismo territorial entre los afrikáneres no tiene tanta fuerza como las reclamaciones presentadas por otros nacionalismos étnicos como los de los kurdos, chechenos o tamiles.

La "Vryheidsvlag" (Bandera de la Libertad), registrada en 1995 en la Oficina Sudafricana de Heráldica como la bandera del Afrikaner Volksfront.

## Contexto histórico para la creación de la propuesta

### Las repúblicas bóer antes de 1911
Históricamente, los afrikáneres han sido un pueblo que ha intentado mantener su independencia. Estas habían sido proclamadas por los voortrekkers, y destacan la república de Transvaal, el Estado Libre de Orange, la República de Natalia, Stellaland, el Estado de Goshen o Niewe Republiek. No obstante, los británicos los derrotaron en la segunda guerra bóer y disolvieron las repúblicas.

### Apartheid
Bajo el apartheid, la cultura afrikáner y la angloafricana estaban protegidas por el gobierno, el inglés y el afrikáans eran las lenguas oficiales y la mayoría de los líderes políticos sudafricanos eran afrikáneres. El principio básico del apartheid era el separatismo racial, y los medios por los que se implementó (por un sistema de homelands (patrias) para los pueblos nativos llamadas bantustanes) realmente buscaban mantener la supremacía de la minoría blanca mediante la negación de la ciudadanía a la mayoría africana. La crisis del sistema de apartheid durante los últimos años de la década de 1980 llevó a los extremistas afrikáneres a buscar un sistema alternativo.

### Avstig y Orania
A finales de la década de 1980, el Afrikaner Vryheidstigting o Avstig (Fundación para la Libertad Afrikáner), creada por el profesor Carel Boshoff, propuso la creación de un Volkstaat en el norte de la Provincia Septentrional del Cabo, una zona rural y mínimamente desarrollada. Avstig compró la ciudad de Orania en 1991 y la convirtió en un Volkstaat modélico. Boshoff se convirtió en representante del Frente de la Libertad, un partido político que defiende el concepto de Volkstaat.
Orania está situada en el ápice más septentrional del original Volkstaat, en la Provincia Septentrional del Cabo y cerca del Estado Libre.

## Caso para la autodeterminación
La diferencia fundamental con otros ejemplos de los llamados pueblos sin estado en busca de autodeterminación como los kurdos, los tamiles o los chechenos es que no hay una "patria histórica" o territorio donde los afrikáneres sean la población mayoritaria en Sudáfrica.
Las patrias históricas a las que hacen referencia son las repúblicas bóeres, pero ninguna de ellas tuvo más de cien años de existencia, y, además, los afrikáneres no eran en absoluto la mayoría de la población. Al mismo tiempo, se ha escogido arbitrariamente una zona dispersamente poblada como "patria" artificial. 
La otra diferencia importante es que el grupo étnico afrikáner no es fácilmente identificable por la lengua (afrikáans) o la raza ("blanca"). Según el censo de 2001, hay más no blancos que tienen como primera lengua el afrikáans que blancos, y solo 2,6 millones de los 4,4 millones del total de la población blanca habla afrikáans como lengua materna.
En contraste con Chechenia y el pueblo checheno, por ejemplo, que hablan la lengua chechena y el 90% de los cuales vive en una región específica llamada (Chechenia) en la que llevan viviendo desde hace siglos, el grupo afrikáner llegó al territorio hace unos 370 años, son minoritarios lingüísticamente y no constituyen la mayoría de la población de la zona. Es por ello que el caso de la autodeterminación de los afrikáneres es más débil que otros, debido a que son minoritarios y un producto del colonialismo neerlandés.

## Apoyo a la propuesta y medios para llevarla a cabo
Se llevaron a cabo dos encuestas entre los blancos sudafricanos, en 1993 y en 1996, con la pregunta "¿Qué le parecería la demarcación de un área para afrikaners y otros blancos sudafricanos en la cual pudiesen disfrutar de autodeterminación? ¿Apoya usted la idea del Volkstaat?". La de 1993 dio el resultado del 29% de simpatizantes de la idea, y que un 18% considerarían la posibilidad de trasladarse. La de 1996, sin embargo, había bajado a un 22% de simpatizantes y solo el 9% pensaba trasladarse. Por el contrario, la proporción de blancos sudafricanos que se oponían había aumentado del 34% al 66%.
La encuesta de 1996 mostró que "aquellos que en 1996 habían dicho que podrían considerar trasladarse al Volkstaat eran principalmente hombres de habla afrikaans que votaban al Partido Conservador de Sudáfrica o al Frente de la Libertad, tenían puntos de vista racistas (24% racistas, 6% ligeramente racistas, 0% no racistas) y no estaban a gusto con la nueva Sudáfrica democrática". El redactor, sin embargo, no daba una definición de "punto de vista racista", y se podía confundir con posiciones de otros grupos.
Antes de las elecciones de 1999 se sugirió que el 26,9% de los afrikáneres querían emigrar, pero como no podían, se mostraban partidarios de soluciones al estilo del Volkstaat.
En una conferencia de autodeterminación afrikáner celebrada en Orania en octubre de 2005, los intelectuales afrikáneres mostraron poco entusiasmo por la separación territorial, y propusieron otras ideas, como la de un "ciber-gobierno".

### Insatisfacción con la vida
La insatisfacción con la vida en la Sudáfrica de después del apartheid suele citarse como indicación de apoyo a la idea del Volkstaat entre algunos afrikáneres.  Una encuesta hecha por el Consejo del Volkstaat entre blancos de Pretoria, identificaron los siguientes problemas por orden de importancia:
- Crimen
- Problemas económicos
- Seguridad personal
- Acción afirmativa
- Calidad educativa
- Crecimiento de la población
- Servicios sanitarios
- Derechos lingüísticos y culturales
- Vivienda
- Otros

### Reducción del poder político
Los afrikáneres, que forman una pequeña minoría en Sudáfrica (5,7% del total de la población según el censo del 2001), abandonaron su dominancia del poder de la minoría blanca durante las elecciones democráticas de 1994, y ahora desempeñan un papel relativamente pequeño en la política sudafricana. Algunos afrikáneres, miembros del Consejo del Volkstaat, sienten que la representación igualitaria no garantiza la protección de las minorías, y desean el autogobierno.[cita requerida]

### Cultura y herencia cultural
En 2002 se cambió el nombre a varias ciudades y pueblos con nombres afrikáans, entre ellos Pietersburg y Potgietersrus), en algún caso con una fuerte oposición popular. El mismo año, el gobierno decidió que los departamentos del estado habían elegido cambiar la lengua de comunicación interdepartamental, que era el afrikáans, por el inglés.
De las 31 universidades de Sudáfrica, cinco eran históricamente afrikáans (Estado Libre, Potchefstrom, Pretoria, Universidad Rand Afrikaans y Stellenbosch). A mediados de 2002, el ministro de educación Kader Asmal anunció que las universidades afrikáans tenían que implementar la enseñanza paralela del inglés, a pesar de la propuesta de una comisión del gobierno de que dos universidades afrikáans podían mantener esta lengua como la académica.
Tras el apartheid los blancos han formado el grueso electoral del NNP (Nuevo Partido Nacional) y de la DA (Alianza Democrática). Con la caída del apartheid se formaron algunos grupos armados afrikaneers como Die Boeremag (Fuerza Bóer) una organización terrorista y separatista afrikáner La mayoría de sus miembros fueron arrestados en 2003.

### Crimen
El crimen es el principal problema de Sudáfrica. Según los informes del periodo 1998-2000 recogidos por las Naciones Unidas, Sudáfrica era el segundo país del mundo en atracos y asesinatos per cápita. El total de crímenes per cápita es el décimo de los 60 países con más criminalidad. No obstante, el crimen tiene un efecto pronunciado en la sociedad: muchos sudafricanos ricos viven en comunidades valladas, abandonando los distritos de negocios de algunas ciudades a cambio de la relativa seguridad de los suburbios.

### Ataques a granjas
Entre los afrikáneres rurales, los crímenes violentos contra la comunidad granjera ha contribuido a endurecer sus actitudes. Entre 1998 y 2001 se produjeron 3500 ataques a granjas por todo el país. [cita requerida]Estos ataques han provocado la muerte de 541 granjeros, sus familias o sus trabajadores, en solo tres años. La media era de dos ataques a granjas cada semana.
El Frente de la Libertad interpreta estos hechos como un tipo de violencia étnica que tiene como objetivo los afrikáneres. A mediados de 2001, este grupo pidió a la Comisión de Derechos Humanos de la ONU que presionase al gobierno sudafricano para que hiciera algo para evitar la muerte de granjeros, definida por ellos como "masacre étnica".[cita requerida] Su líder, Pieter Mulder, reclamó que muchos de los ataques parecían organizados, y que el motivo no solo era criminal, porque "en Sudáfrica crecía un definitivo clima antiafrikaner. Los asesinos de afrikaners a menudo eran aplaudidos por sus partidarios en los juicios".
Una Comisión Independiente creada por la Comisión Nacional de Policía, publicó un informe en 2003, donde indicaba que la población blanca no erea el objetivo exclusivo de los ataques, y que la proporción de víctimas blancas se había reducido en los cuatro años anteriores al informe.

### Desempleo
A pesar del deterioro de su situación desde el fin del apartheid, los afrikáneres tienen una de las tasas de empleo más alta del país. Los blancos (de los cuales cerca de la mitad son afrikáneres) solo tenían un índice del 10% en 2001 (la media nacional es del 37%), pero ha crecido un 197% desde 1995. Están desempleados un total de 228.000 blancos.
La satisfacción laboral entre los afrikáneres solo es superada por la de los anglófonos, ya que un 78% respondieron a una encuesta que estaban "muy satisfechos" con su trabajo. Sin embargo, la situación es peor que cuando había apartheid, cuando los blancos recibían un tratamiento especial, y ello puede nutrir de partidarios al Volkstaat.
Uno de cada cinco blancos sudafricanos emigraron durante la década 1995-2005 a causa de los crímenes y de la Acción Afirmativa, iniciativa legal que pretende que las tasas de emplo reflejen la verdadera situación demográfica del país, cosa que hace que los afrikáneres tengan dificultades para encontrar trabajo.

### Emigración
Según una encuesta preelectoral de 1999, el 2,5% de los afrikáneres querían emigrar, el 26,4% estaban dispuestos a hacerlo si podían y el 5,3% lo estaba considerando. La mayoría, sin embargo, el 64,9%, quería quedarse. La encuesta sugirió que el porcentaje de afrikáneres que querían emigrar y no podían representaban el deseo de una solución como el Volkstaat.
Una nueva encuesta del Instituto Sudafricano para las Relaciones Raciales, realizada en septiembre de 2006, puso de relieve un declive estimado de la población blanca sudafricana del 16,1% en la década 1995-2005.

## Situación actual para la creación del Volkstaat

El Volkstaat tal como fue propuesto por el Frente de la Libertad.

Wingard afirmó en 2005 que solo una "guerra civil" podía hacer que los afrikáneres obtuvieran la independencia en cualquier parte de Sudáfrica. El Frente de la Libertad Plus continúa dando apoyo a la idea, pero su apoyo electoral es bajo (1% del voto en 2006 sobre todos los sudafricanos, lo que representaría el 6% de los afrikáneres). 
Hay dos mini-Volkstaats, ciudades compradas como propiedad privada donde se practica el separatismo afrikáner. Un grupo menor que conspiraba establecer un Volkstaat por la fuerza fue desarticulado en 2003.

### Volkstaat por la fuerza
Die Boeremag (Fuerza Bóer) fue una organización separatista afrikáner violenta. La mayoría de sus miembros fueron arrestados en 2003 y acusados de traición.

### Frente de la Libertad
El Frente de la Libertad ha sido la mayor fuerza política que ha promovido la idea. Este partido político afrikáner tiene representación en el parlamento nacional y en algunos provinciales. Su apoyo, sin embargo, ha caído bajo los 140.000 votos, es decir, menos del 1% a nivel nacional en 2004. Ello significaría que menos del 6% de la población blanca afrikáner (2.558.958 según el censo del 2001) los apoya.

### Volkstaat bajo propiedad privada
Se ha intentado crear un Volkstaat en la pequeña ciudad de Orania, en la Provincia Septentrional del Cabo. La tierra de la ciudad es de propiedad privada, y los afrikáneres han sido animados por los promotores del proyecto, aunque pocos han respondido de momento: aproximadamente 600 habitantes en 2001, 10 años después de su establecimiento. Se ha hecho otro intento de asentamiento en Kleinfontein cerca de Pretoria (en el área metropolitana de Tshwane). Ambos asentamientos no son municipios y no tienen autogobierno ni ningún reconocimiento oficial. Solo Orania ha reclamado al gobierno ser reconocido como municipio separado.

### Legislación sudafricana
La sección 235 de la Constitución Sudafricana da el derecho a la autodeterminación a cada comunidad, basada en la lengua y cultura comunes, en una entidad territorial dentro de la república o en cualquier otra forma.
Esta sección de la constitución fue una de las propuestas incluidas en 1994 por la iniciativa afrikáner, sobre todo por el Frente de la Libertad. Sin embargo, no hay ninguna legislación nacional a favor de cualquier otro grupo étnico.

### Legislación internacional
La legislación internacional ofrece un recurso para el establecimiento de un Volkstaat sobre lo que dispone la Constitución Sudafricana. Esta legislación es válida para todas las minorías que quieran obtener la autodeterminación en forma de independencia.
Los derechos de las minorías estaban protegidos formalmente por la Asamblea General de las Naciones Unidas, cuando adoptó la resolución 47/135 de 18 de diciembre de 1992, titulada "Declaración de los Derechos de las Personas pertenecientes a Minorías étnicas, nacionales, religiosas o lingüísticas". Entre los términos de la declaración se incluyen:
- Los estados deben proteger la existencia y la identidad nacional, étnica, cultural o religiosa de sus respectivas minorías, y animar las condiciones para promover su identidad.
- Las personas que pertenecen a estas minorías tienen el derecho a disfrutar de su cultura, profesar y practicar su religión y usar su propia lengua, en privado y en público, libremente y sin interferencias ni ningún tipo de discriminación.
- Las personas pertenecientes a minorías tienen el derecho a crear y mantener sus propias asociaciones.[18]

### Presencia afrikáner en Sudáfrica
La presencia afrikáner no representa un área separada dentro de Sudáfrica. Esta situación hace que no sea posible ningún recurso a la legislación internacional para proponer el Volkstaat. El Movimiento Orania tiene como principal objetivo conseguir la mayoría afrikáner en la Provincia Septentrional del Cabo.

## Respuesta del gobierno sudafricano a la propuesta de Volkstaat
El gobierno del Congreso Nacional Africano declaró en 1998 que no daría en absoluto apoyo a la propuesta de Volkstaat, pero que haría todo el posible para la protección de la lengua y cultura de los afrikáneres, como la de cualquier minoría del país.

### El Consejo del Volkstaat
El Consejo del Volkstaat es una organización de 20 personas, creada por el gobierno sudafricano, mediante el Volkstaat Council Act de 1994, de acuerdo con las secciones 184A y 184B de la Constitución Sudafricana, donde afirma que "el consejo servirá como mecanismo constitucional para animar a los proponentes de la idea del Volkstaat a perseguir de manera constitucional el tal Volkstaat".
La constitución del consejo acabó en 1999, sin que fuera oficialmente disuelto. Elaboró un informe final, con tres recomendaciones:
1. Que las áreas con mayoría afrikáner disfrutaran de "autodeterminación territorial". Las áreas identificadas estaban en los alrededores de Pretoria y en la Provincia Septentrional del Cabo.
2. Que el gobierno estableciera un "Consejo Afrikaner" de tipo consultivo. "La representación parlamentaria, donde el poder numérico domina todos los asuntos, no parece un sistema democrático para las minorías".
3. Que el gobierno legislara sobre los puntos anteriores.

Las propuestas de constituir el Consejo Afrikáner fueron abandonadas en 2001 por el Repeal of Volkstaat Council Provisions Act.

### Respuesta del gobierno
Johann Wingard, presidente del consejo, expresó en 2005 la opinión de que dudaba si algún funcionario del gobierno había intentado leer los informes. Sin embargo, el presidente Thabo Mbeki y el ministro de asuntos internos, Mangosuthu Buthelezi, hicieron referencias a propuestas del informe en el discurso parlamentario de 1999. Nelson Mandela, entonces presidente, contestó que las conclusiones del informe no serían definitivas hasta que él pudiese atender su presentación personalmente.

### Comisión para la Promoción de los Derechos de las Comunidades Culturales, Religiosas y Lingüísticas
Posteriormente a la disolución del Consejo del Volkstaat, en 2003 se creó la Comisión para la Promoción de los Derechos de las Comunidades Culturales, Religiosas y Lingüísticas. Se encarga de la protección de la protección de los derechos a la identidad cultural y la autoidentificación de las minorías sudafricanas, incluidos los afrikáneres. El comité incluye como miembro al afrikáner J.C.H. Landman, también miembro de la Alianza Afrikáner. Los informes del Consejo del Volkstaat fueron transferidos a este comité.